# Amalumute jezici
Amalumute jezici (privatni kod: amal); Sjeverozapadni ceramski jezici), podskupina od 7 malajsko-polinezijskih jezika koja čini dio šire skupine three rivers. Govore se na otoku Ceramu u Molucima, Indonezija. Dijele se na podskupine Hulung (1), Loun (1), ulat inai (2) a obuhvaća i individualne jezike horuru [hrr], lisabata-nuniali [lcs] i piru [ppr].
Podskupina hulung obuhvaća istoimeni jezik hulung [huk], i gotovo je izumro, 10 govornika (1991 SIL). Podskupina Loun obuhvaća jezik loun [lox] s možda 20 govornika. Podskupina Ulat Inai ima dva jezka alune [alp] (17.200; 2000) i naka’ela [nae], možda je izumro, 5 govornika (1985 SIL) u selu Kairatu.

## Vanjske poveznice
- Ethnologue (14th)
- Ethnologue (15th)